# فريتز كولراوش
فريتز كولراوش (بالألمانية: Fritz Kohlrausch) (و. 1884 – 1953 م) هو فيزيائي، وأستاذ جامعي من النمسا .
توفي في غراتس ، عن عمر يناهز 69 عاماً.

## مناصب وهيئات
أدار جامعة فيينا.

## جوائز
حصل على جوائز منها:
- Haitinger Prize [الإنجليزية]‏ (1928)
- جائزة ليبن.